# Lista de aeroportos internacionais da América do Norte
Lista dos aeroportos internacionais da América do Norte com um movimento superior a um milhão de passageiros anualmente.
| Localização         | Nome                                                              | Movimento de Passageiros (2008) |        |        |        |
| Canadá              | Canadá                                                            | Canadá                          | Canadá | Canadá | Canadá |
| ------------------- | ----------------------------------------------------------------- | ------------------------------- | ------ | ------ | ------ |
| Calgary             | Aeroporto Internacional de Calgary                                | 12,244,805                      |        |        |        |
| Edmonton            | Aeroporto Internacional de Edmonton                               | 6,752,056                       |        |        |        |
| Halifax             | Aeroporto Internacional de Halifax                                | 3,895,201                       |        |        |        |
| Kelowna             | Aeroporto Internacional de Kelowna                                | 1,390,000                       |        |        |        |
| Montreal            | Aeroporto Internacional Montréal-Mirabel                          | 12,429,002                      |        |        |        |
| Ottawa              | Aeroporto Internacional Ottawa Macdonald-Cartier                  | 4,541,778                       |        |        |        |
| Quebec (cidade)     | Aeroporto Internacional de Quebec Jean Lesage                     | 1,022,862                       |        |        |        |
| Saskatoon           | Aeroporto Internacional de Saskatoon John G. Diefenbaker          | 1,268.149                       |        |        |        |
| St. John's          | Aeroporto Internacional de St. John's                             | 1,754.874                       |        |        |        |
| Toronto             | Aeroporto Internacional Toronto Pearson                           | 33,154,850                      |        |        |        |
| Vancouver           | Aeroporto Internacional de Vancouver                              | 17,258,951                      |        |        |        |
| Victoria            | Aeroporto Internacional de Victoria                               | 1.568.325                       |        |        |        |
| Winnipeg            | Aeroporto Internacional de Winnipeg James Armstrong Richardson    | 3,570,033                       |        |        |        |
| Estados Unidos      |                                                                   |                                 |        |        |        |
| Atlanta             | Aeroporto Internacional de Atlanta                                | 90,039,280                      |        |        |        |
| Baltimore           | Aeroporto Internacional de Baltimore-Washington Thurgood Marshall | 20.448.881                      |        |        |        |
| Boston              | Aeroporto Internacional de Boston                                 | 26.102.651                      |        |        |        |
| Charlotte           | Aeroporto Internacional de Charlotte/Douglas                      | 34.732.584                      |        |        |        |
| Chicago             | Aeroporto Internacional O'Hare                                    | 69,353,654                      |        |        |        |
| Chicago             | Aeroporto Internacional Midway                                    | 17.340.497                      |        |        |        |
| Cincinnati          | Aeroporto Internacional de Cincinnati                             | 16.244.962                      |        |        |        |
| Cleveland           | Aeroporto Internacional de Cleveland Hopkins                      | 11.106.194                      |        |        |        |
| Dallas - Fort Worth | Aeroporto Internacional de Dallas-Fort Worth                      | 57.093.187                      |        |        |        |
| Denver              | Aeroporto Internacional de Denver                                 | 51.245.334                      |        |        |        |
| Detroit             | Aeroporto Internacional de Detroit                                | 35.144.841                      |        |        |        |
| Fort Lauderdale     | Aeroporto Internacional de Fort Lauderdale-Hollywood              | 22.681.903                      |        |        |        |
| Honolulu            | Aeroporto Internacional de Honolulu                               | 21.505.855                      |        |        |        |
| Houston             | Aeroporto Internacional de Houston                                | 41.698.832                      |        |        |        |
| Kansas City         | Aeroporto Internacional de Kansas City                            | 10.469.892                      |        |        |        |
| Lansing             | Aeroporto Internacional de Lansing                                | 389,600                         |        |        |        |
| Las Vegas           | Aeroporto Internacional de Las Vegas                              | 44.074.707                      |        |        |        |
| Los Angeles         | Aeroporto Internacional de Los Angeles                            | 59.542.151                      |        |        |        |
| Memphis             | Aeroporto Internacional de Memphis                                | 10.805.046                      |        |        |        |
| Miami               | Aeroporto Internacional de Miami                                  | 34.063.531                      |        |        |        |
| Minneapolis         | Aeroporto Internacional de Minneapolis-Saint Paul                 | 34.056.443                      |        |        |        |
| Nashville           | Aeroporto Internacional de Nashville                              | 10.288.253                      |        |        |        |
| Newark              | Aeroporto Internacional de Newark                                 | 35.299.719                      |        |        |        |
| Nova Iorque         | Aeroporto Internacional John F. Kennedy                           | 46.802.944                      |        |        |        |
| Nova Iorque         | Aeroporto de LaGuardia                                            | 23.180.674                      |        |        |        |
| Oakland             | Aeroporto Internacional de Oakland                                | 11.489.378                      |        |        |        |
| Orlando             | Aeroporto Internacional de Orlando                                | 35.622.252                      |        |        |        |
| Phoenix             | Aeroporto Internacional de Phoenix                                | 39.891.193                      |        |        |        |
| Pittsburgh          | Aeroporto Internacional de Pittsburgh                             | 4,875,883                       |        |        |        |
| Portland            | Aeroporto Internacional de Portland                               | 14.299.075                      |        |        |        |
| Raleigh             | Aeroporto Internacional de Raleigh-Durham                         | 10.312.506                      |        |        |        |
| Sacramento          | Aeroporto Internacional de Sacramento                             | 10.428.703                      |        |        |        |
| Saint Louis         | Aeroporto Internacional de Lambert–St. Louis                      | 14.431.471                      |        |        |        |
| Salt Lake City      | Aeroporto Internacional de Salt Lake City                         | 20.790.413                      |        |        |        |
| San Diego           | Aeroporto Internacional de San Diego                              | 18.125.633                      |        |        |        |
| San Francisco       | Aeroporto Internacional de San Francisco                          | 37.405.467                      |        |        |        |
| San Jose            | Aeroporto Internacional de San José                               | 10.847.618                      |        |        |        |
| Seattle             | Aeroporto Internacional de Seattle-Tacoma                         | 32.196.528                      |        |        |        |
| Tampa               | Aeroporto Internacional de Tampa                                  | 19.154.957                      |        |        |        |
| Washington DC       | Aeroporto Internacional Washington Dulles                         | 22.813.125                      |        |        |        |
| Washington DC       | Aeroporto Nacional Ronald Reagan de Washington                    | 18.545.671                      |        |        |        |

## México
- Aeroporto Internacional Juarez - Cidade do México (MEX)
- Aeroporto Internacional de Cancún - Cancún (CUN)
- Aeroporto Internacional de Guadalajara - Guadalajara (GDL)
- Aeroporto Internacional de Acapulco - Acapulco (ACA)
- Aeroporto Internacional de Ciudad Obregón - Ciudad Obregón (CEN)